# Colletta delle Salse
La Colletta delle Salse è un valico alpino a quota 1.626,83 m s.l.m. nei pressi del confine tra le province di Imperia e Cuneo, e a breve distanza (in linea d'aria) dal confine francese, che mette in comunicazione le Valli Tanarello e Negrone, in particolare Le Salse (frazione di Mendatica) con Upega.
È l'unica via di comunicazione stradale che unisce in via diretta Piaggia (capoluogo comunale di Briga Alta), alle altre due frazioni del comune (Upega e Carnino superiore), attraverso gli avamposti di Valcona (Secae, Inferiore e Superiore), che fanno parte del comune di Mendatica in Provincia di Imperia, remoti micro-borghi di montagna.

## Storia
Questa strada è stata ideata nel dopo guerra per collegare il neonato comune di Briga Alta, nato in seguito alla cessione alla Francia di Briga Marittima e il distacco di Realdo che è andato a far parte del comune di Triora, in modo diretto, evitando la lunga strada che porta a Nava per poi risalire l'asta del Negrone fino a Upega e Carnino. Si individuo il passo delle Fascette, essendo il valico con la minore altitudine in un'ottica di agibilità invernale. Tuttavia a partire dagli anni ‘90, in seguito al progressivo spopolamento del comune di Briga Alta non è più garantita la pulizia della strada nel periodo invernale (novembre-aprile) nel tratto compreso tra Upega e Le Salse.
Eccezionalmente, a partire dall’inverno 2016/17, a seguito della frana sulla provinciale 100 di Imperia che ha isolato i borghi di Piaggia e Monesi, ne è stata decretata la percorribilità tutto l’anno per permettere l’altrimenti impossibile accesso ai citati borghi.

## Turismo
È un itinerario molto frequentato per la tranquillità dei luoghi e per la bellezza del paesaggio alpino totalmente incontaminato.

## Ciclismo
È una salita che, seppur breve, dal versante sud presenta pendenze alte e costanti (4 km con una pendenza media dell'8% e 5 tornanti). È molto percorsa e inserita in molti itinerari cicloturistici.